# Frohnhausen (Fröndenberg)
Frohnhausen ist ein Stadtteil von Fröndenberg/Ruhr im nordrhein-westfälischen Kreis Unna mit etwa 300 Einwohnern.

## Geographie
Frohnhausen liegt nicht nur in der geographischen Mitte der drei Nachbardörfer Neimen, Stentrop und Warmen, sondern wirkt auch als deren Nahversorgungszentrum: In Frohnhausen gibt es eine katholische Kirche, einen Kindergarten und eine Schützenhalle. Als eigenständige Siedlung ist der Stadtteil auch heute noch durch landwirtschaftliche Flächen von Fröndenberg abgesetzt.

## Geschichte
Am 1. Januar 1968 wurde Frohnhausen nach Fröndenberg eingemeindet.

## Einwohnerentwicklung
| Jahr | Einwohner |
| ---- | --------- |
| 1849 | 120       |
| 1910 | 129       |
| 1931 | 166       |
| 1956 | 351       |
| 1961 | 324       |
| 1967 | 304       |
| 1987 | 254       |
| 2010 | 282       |
| 2013 | 297       |